# Octopina
Octopina é um derivado dos aminoácidos arginina e alanina. Foi o primeiro membro de uma classe de compostos químicos da classe de compostos químicos conhecidos como opinas a ser descoberto. Octopina recebe seu nome do molusco Octopus octopodia do qual ele foi pela primeira vez isolado em 1927.
Octopina tem sido isolada do tecido mulcular de invertebrados tais como dos polvos, Pecten maximus e Sipunculus nudus onde possui funções análogas as do ácido láctico. É também produzida por Agrobacterium e causa crescimento de tumores do tipo "bugalho" em plantas.
Octopina é formada por condensação redutiva de ácido pirúvico e arginina através da enzima NADH-dependente octopina deidrogenase (ODH).
Predefinição:Clear-left